# گاسر
گاسر (انگلیسی: Gösser) کارخانه آبجوسازی اتریشی است، که در سال ۱۸۶۰ تأسیس شد.